# Chrysolina gebleri
Chrysolina gebleri é uma espécie de artrópode pertencente à família Chrysomelidae.